# کوه واردنیک
کوه واردنیک (به صربی: Vardenik) یک کوه در صربستان است که در سوردولیکا واقع شده‌است. کوه واردنیک ۱٬۸۷۵ متر بالاتر از سطح دریا واقع شده‌است.